# خانواده مورومته
خانواده مورومته (رومانیایی: Moromeții) یک فیلم درام رومانیایی به کارگردانی استره گولئا است که در سال ۱۹۸۷ منتشر شد.

## بازیگران
- ویکتور ربنجوک
- پتره گئورگیو
- لومینیتسا گئورگیو
- دورل ویشان
- میتیکا پوپسکو
- فلورین زامفیرسکو
- میهای گرویا ساندو
- یون آنگل